# La Petite Romaine
Pour les articles homonymes, voir Romaine.
La Petite Romaine est un affluent de la rive nord-ouest de l’estuaire du Saint-Laurent, coulant dans la municipalité des Escoumins, puis dans le secteur Saint-Paul-du-Nord de la municipalité de Longue-Rive, dans la municipalité régionale de comté (MRC) de La Haute-Côte-Nord, sur la Côte-Nord, dans la Province de Québec, au Canada.
La partie inférieure du bassin versant de la Petite Romaine est desservie par la route 138 qui la traverse près de son embouchure. Le reste de la vallée est desservi par des routes forestières secondaires se reliant vers le sud à la route 138,.
La surface de « La Petite Romaine » est habituellement gelée de la fin novembre au début avril, toutefois la circulation sécuritaire sur la glace se fait généralement de la mi-décembre à la fin mars.

## Géographie
Les principaux bassins versants voisins de La Petite Romaine sont :
- Côté nord : ruisseau aux Vases, ruisseau Rouge, rivière du Sault au Mouton, rivière aux Castors, ruisseau du Cèdre, rivière Éperlan, rivière Portneuf, rivière du Sault aux Cochons ;
- Côté est : estuaire du Saint-Laurent, baie de Mille-Vaches ;
- Côté sud : ruisseau des Foins, rivière des Petits Escoumins, rivière des Escoumins ;
- Côté ouest : lac Romaine, lac du Bonhomme Michaud, rivière des Petits Escoumins, rivière des Escoumins[1].

La Petite Romaine prend sa source à l’embouchure du lac Truchon (longueur : 1,6 km ; altitude : 166 m) en zone forestière, dans la municipalité des Escoumins.
À partir de l’embouchure du lac Truchon, le cours de La Petite Romaine coule surtout en zone forestière sur 23,7 km selon les segments suivants :
- 1,0 km vers l'est dans la municipalité des Escoumins en traversant le lac de l’Île, jusqu’à la limite de la municipalité de Longue-Rive ;
- 3,4 km vers le sud-est dans Longue-Rive en traversant le lac Romaine (longueur : 2,3 km ; altitude : 141 m) jusqu’à son embouchure ;
- 1,8 km vers le sud entre des montagnes et en traversant le lac à la Poche lequel chevauche les deux municipalités, jusqu’à son embouchure ;
- 5,9 km en longeant le pied des montagnes, jusqu’à la décharge du lac Moule ;
- 11,6 km vers le sud-est dans la savane des Romaines en formant une grande courbe vers le sud en traversant une grande zone de marais et en coupant la route 138, jusqu’à son embouchure. Une tourbière est située en fin de segment, près de l’estuaire du Saint-Laurent[1].

La Petite Romaine se déverse sur la rive nord-ouest du fleuve Saint-Laurent dans le lieu-dit de Petite-Romaine, dans la baie de Mille-Vaches qui fait partie des « Hauts-Fonds de Mille-Vaches ». À partir de l’embouchure naturelle de la rivière (à marée haute), le courant coule sur 1,7 km sur le grès à pleine marée basse. Cette embouchure est localisée à :
- 14,0 km à l'est de la source de la rivière ;
- 5,6 km au nord de l’embouchure de la rivière des Petits Escoumins ;
- 8,0 km au sud du centre du hameau Rivière-au-Mouton ;
- 17,4 km au nord du pont de l’embouchure de la rivière des Escoumins, au village des Escoumins ;
- 49,2 km au nord du centre du village de Tadoussac ;
- 32,6 km au sud du centre-ville de Forestville[1].

## Toponymie
Le toponyme La Petite Romaine tire son origine d'un dépôt d'argile rouge traversé par le cours de la rivière à environ 1 km de son embouchure. Les Innus la désignaient Ouromane, tel que l'indiquait déjà le père Laure sur sa carte de 1731 ; ce dernier utilisait le terme Louramane pour identifier une mine d'ocre rouge. À force de chercher à transposer le nom en français, la multiplication des formes orthographiques et des sonorités a finalement produit « la Romaine », appellation qui n'a rien à voir avec la ville de Rome.
Deux autres rivières de la Côte-Nord sont aussi liées à des dépôts d'ocre. La peinture tirée de l'ocre était utilisée par les Amérindiens pour se peindre le corps. Une première tentative d'exploitation industrielle des dépôts est effectuée en 1882, alors que la famille Argall, venue d'Angleterre, a construit une usine où on lavait, séchait et calcinait l'ocre naturelle. La production a dû cesser en 1889 ; relancées en 1916 et soutenues par l'implantation d'un laboratoire, d'un entrepôt et d'un quai, les opérations ont été définitivement abandonnées en 1923. L'endroit où étaient établies ces installations porte le nom de Les Romaines. En 1831, un poste de la Compagnie de la Baie d'Hudson y était en activité sous le nom de Little Romaine. On utilise encore l'expression Petite-Romaine pour désigner ce lieu-dit. Variantes toponymiques de ce cours d'eau : rivière Loramane ; rivière Loucramans ; rivière Louramen ; rivière Olimine ; rivière Oluman ; rivière Olumen ; rivière Oroumen ; rivière de la Pointe Romaine ; Petite rivière Romaine ; rivière aux Romaines ; rivière aux Romains ; rivière Ulimine.
Le toponyme « La Petite Romaine » a été officialisé le 2 août 1974 à la Banque des noms de lieux de la Commission de toponymie du Québec.